# Щербанівська волость
Щербанівська волость — історична адміністративно-територіальна одиниця Єлизаветградського повіту Херсонської губернії.
Станом на 1886 рік складалася з 6 поселень, 6 сільських громад. Населення — 5986 осіб (3116 чоловічої статі та 2870 — жіночої), 1238 дворових господарства.
|                    | Площа, десятин | У тому числі орної, дес. |
| ------------------ | -------------- | ------------------------ |
| Сільських громад   | 21852          | 14776                    |
| Казенної власності | 3401           | 767                      |
| Іншої власності    | 519            | 120                      |
| Загалом            | 25772          | 15663                    |

Найбільші поселення волості:
- Щербані — колишнє державне село при річці Єланець за 120 верст від повітового міста, 1803 особи, 865 дворів, православна церква, школа, земська станція, 3 лавки, базари по неділях.
- Білоусівка — колишнє державне село при річці Буг, 1492  особи, 320 дворів, православна церква, земська станція, лавка.
- Михайлівка — колишнє державне село при річці Буг, 798  осіб, 133 двори, молитовний будинок, школа, земська станція, лавка.
- Троїцьке — колишнє державне село при річках Буг та Єланець, 1546 осіб, 353 двори, православна церква, школа, 3 лавки, 3 вапняні печі.